# Harald Krüll
Harald Krüll (* 8. Februar 1957 in Willich) ist ein ehemaliger deutscher Eishockeyspieler, der in seiner aktiven Zeit von 1974 bis 1988 für den Krefelder EV, Kölner EC, Schwenninger ERC und ECD Iserlohn in der Bundesliga gespielt hat. Mit Köln wurde er zweimal Deutscher Meister.

## Karriere
Bereits mit 17 Jahren schaffte Harald Krüll den Sprung in die Bundesliga beim Krefelder EV. Der Verteidiger wechselte nach seinem ersten Jahr zur Saison 1975/76 zum Kölner EC, wo er sich zum Nationalspieler entwickelte. In den Jahren 1977 und 1979 wurde er mit den Haien Deutscher Meister. Mit der deutschen Nationalmannschaft nahm er an den Olympischen Winterspielen 1980 in Lake Placid teil. Ab der Saison 1981/82 spielte er zwei Spielzeiten für den Schwenninger ERC, bevor er zum ECD Iserlohn wechselte. Hier blieb er nur wenige Monate und beendete die Saison 1983/84 beim EC Bad Tölz. Auch der Wechsel zum Duisburger SC war nur von kurzer Dauer. Zum Jahresende kehrte er zum Schwenninger ERC zurück. Weitere Stationen waren die EA Kempten, noch einmal der Duisburger SC und der Neusser SC, bei dem er 1988 seine Karriere beendete.

## Karrierestatistik

### International
Vertrat Deutschland bei:
- U19-Junioren-Europameisterschaft 1975
- U19-Junioren-Europameisterschaft 1976
- U20-Junioren-Weltmeisterschaft 1977
- Weltmeisterschaft 1979
- Olympische Winterspiele 1980

(Legende zur Spielerstatistik: Sp oder GP = absolvierte Spiele; T oder G = erzielte Tore; V oder A = erzielte Assists; Pkt oder Pts = erzielte Scorerpunkte; SM oder PIM = erhaltene Strafminuten; +/− = Plus/Minus-Bilanz; PP = erzielte Überzahltore; SH = erzielte Unterzahltore; GW = erzielte Siegtore; 1 Play-downs/Relegation; Kursiv: Statistik nicht vollständig)